# Amédée Thayer
Pour les articles homonymes, voir Thayer.
Amédée William Gourcy Thayer (né le 13 août 1799 à Orléans (Loiret) - mort le 6 juillet 1868 à Paris), est un homme politique français, d'origine américaine, du XIXe siècle.

## Biographie

### Les années de jeunesse
Amédée Gourcy Wiliams Thayer nait à Orléans le 26 thermidor an VII (13 août 1799). Son père, James Williams, est citoyen américain (né lui-même le 25 janvier 1763 à Glocester dans ce qui allait être, vingt-cinq ans plus tard, l’état de Rhode Island, décédé à Paris le 10 mai 1835) et sa mère Harriett Beck, est d’origine anglaise (née à Needham, Suffolk, le 16 avril 1773, décédée à Paris le 17 avril 1850).
On raconte que James Thayer aurait obtenu du gouvernement français d’être indemnisé en assignats pour la perte d’une cargaison de denrées coloniales, saisie comme anglaise sous le Directoire. Cette somme lui aurait permis d’acquérir en 1800 l’ancien hôtel de Montmorency-Luxembourg, vendu comme bien national et déjà passé entre plusieurs mains. S’étant fait céder par un autre américain de ses amis, le célèbre Robert Fulton, le brevet d’invention qu’il avait déposé « comme importateur des tableaux circulaires appelés panoramas », il fait construire, sur les jardins de l’hôtel de Montmorency, côté boulevard Montmartre, deux rotondes où sont installés les panoramas, ainsi qu’un théâtre, le théâtre des Variétés. Il crée ensuite, entre la rue Saint-Marc et le boulevard Montmartre, un passage couvert où se succèdent des boutiques bien achalandées, le passage des Panoramas, qui existe toujours. Amédée et son frère cadet Edouard en héritent à la mort de leurs parents. 
De confession protestante à l’origine, Amédée Thayer a pour précepteur le pasteur Jean-Albert Roux (1785-1852), puis il fait des études de droit, obtenant en 1822 d’être reçu avocat au barreau de Paris. En contact avec les milieux artistiques de la capitale, il développe toutes sortes de curiosités et de talents. Admis dans l’atelier du baron Gros (1771-1835), il se révèle un dessinateur habile ; il pratique aussi le chant en amateur. Le salon de sa mère, de tendance libérale sur le plan politique, accueille volontiers des personnalités des mondes littéraire et artistique (dont le musicien Rossini).
Dès l’époque de sa jeunesse, Amédée Thayer s’attache aux grandes causes de son temps : celle des Grecs révoltés contre les Turcs, celle des opposants à la traite négrière (comme membre actif de la Société de la Morale Chrétienne).
À vingt-neuf ans, ayant refusé plusieurs beaux partis, il épouse le 10 mai 1828 Hortense Eugénie Bertrand (1810-1889), la fille du général Bertrand, compagnon de Napoléon à Sainte-Hélène.      

### Sous la monarchie de Juillet et la Seconde République
Lors des journées de juillet, Amédée Thayer fait partie de l’état-major de La Fayette, avec lequel sa famille est liée de longue date. Par la suite il est régulièrement élu officier dans la 1re légion de la garde nationale de banlieue. Il est aussi en relation d’affaires avec le duc Ferdinand-Philippe  d’Orléans qui est le premier actionnaire de  la Compagnie algérienne de colonisation, société en commandite créée le 30 août 1834 et dont la raison sociale est « A. Thayer et Cie ».
Le couple Thayer partage alors son temps entre séjour parisien, exigé par les activités d’Amédée Thayer, et voyages d’agrément en chaise de poste en Suisse (1829), dans le comté de Nice (1830-31 et 1831-1832), à Berlin (1833), Rome (1839-40), à Ems et dans la vallée du Rhin (1842), à Madère (1843-1844), en Italie du Nord (1845), souvent pour soulager la santé très fragile d’Hortense. Ayant rendu visite chez lui, à Köthen, à Samuel Hahnemann, le fondateur de l’homéopathie, Amédée entreprend de traduire l’Organon du médecin allemand, mais cette traduction ne parait jamais.
En 1838, peut-être sous l’influence de sa femme, Amédée Thayer se convertit au catholicisme et, à compter de cette date, soutient avec ardeur les œuvres catholiques. Dans la crise que traverse en 1845-1846 l’ordre bénédictin, restauré en France à Solesmes par Dom Guéranger (1805-1975), il trouve avec l’aide de ses amis une solution financière inespérée.
À cette époque les Thayer entretiennent une amitié très étroite avec Charles de Montalembert (1810-1870), dont ils partagent les engagements sous la monarchie de Juillet. Ils font en commun plusieurs voyages à l’étranger et l’orateur et homme politique, à l’issue des débats à la Chambre des pairs, passe volontiers ses soirées dans l’hôtel particulier des Thayer au 19, rue Saint-Dominique-Saint-Germain (hôtel de Béthune). Ceux-ci jouent un rôle très actif dans la poursuite du combat que mène leur ami pour la liberté de l’enseignement, puis dans la préparation des élections de 1846. Ils ouvrent leur salon à de nombreuses personnalités catholiques (le père Henri Lacordaire, le père Xavier de Ravignan, l’abbé Charles-Eléonore Dufriche-Desgenettes, l’abbé Félix Dupanloup, Monseigneur Thomas Gousset, Monseigneur Pierre-Louis Parisis, les abbés Henri de Bonnechose, François-Alexandre de la Bouillerie, Emmanuel d’Alzon, Alphonse Ratisbonne, divers laïcs autour de Montalembert et encore le journaliste Louis Veuillot), en essayant de réduire les dissensions au sein du parti catholique. En septembre 1844, voit le jour le « Comité électoral pour la défense de la Liberté religieuse », dont Amédée est le trésorier ou, pour mieux dire, le principal bailleur de fonds.
Jusqu’ici Amédée Thayer a exercé des responsabilités politiques comme maire de Drancy de 1836 à 1843, ainsi qu’au conseil général de la Seine et, à ce titre, au conseil municipal de Paris, dont il reste membre, avec une courte interruption, de 1834 jusqu’à sa mort en 1868. En 1848 il se présente à Chambre des députés, mais n'est pas élu. Lors des journées de juin il est chef du 9e bataillon de la garde nationale de banlieue, et sa conduite lui vaut le 8 février 1850 la Légion d’Honneur. Au lendemain de l’émeute, on le retrouve (avec Montalembert et Victor Hugo !) dans le « comité de la rue de Poitiers » où les catholiques firent cause commune avec les conservateurs (légitimistes et orléanistes). 

### Le sénateur du Second Empire
Gendre d’un général du Premier Empire et lié étroitement au parti catholique dont Louis-Napoléon veut conserver l’appui, Amédée Thayer est d’abord compris dans la liste des 80 membres de la « commission consultative » provisoire, censée élaborer la nouvelle constitution. Un mois plus tard, le 27 janvier 1852, en première page, Le Moniteur universel annonce sa nomination parmi les membres nommés à vie composant le Sénat. Le 12 août 1853, il est promu officier de la Légion d'Honneur.
Les Thayer ont l’occasion alors de participer à la vie de cour du Second Empire et, dans les premiers temps, sont conviés fréquemment à Saint-Cloud, à Fontainebleau et à Compiègne. Au palais du Luxembourg l’activité d’Amédée Thayer ne se dément jamais, dans le travail préparatoire en commissions et en sa qualité de rapporteur d’enquêtes sur des sujets très variés : son long rapport du 26 mars 1867, consacré à l’excessive mortalité des enfants placés en nourrice, est cité par les historiens actuels comme un exemple des questions très concrètes examinées par le Sénat impérial. Membre du conseil général de la Société de Saint-Vincent-de-Paul, ami de son fondateur Frédéric Ozanam, Amédée Thayer est le porte-parole d’une de ses très anciennes revendications, la question du repos dominical, intervenant en 1863 sans succès en faveur d’une pétition qui réclame la suspension des travaux le dimanche sur les chantiers de l’État. 
Amédée Thayer incarne de manière exemplaire cette sensibilité charitable qui se développe chez beaucoup de représentants des élites catholiques face à la misère des classes populaires ou à la situation dans les prisons (catholicisme social). Il est vice-président de la Société d’économie charitable fondée par Armand de Melun (1807-1877), membre de la commission de surveillance des sociétés de secours mutuel autorisées par le  décret du 8 avril 1852, membre des instances dirigeantes de la « société de bienfaisance pour l’amélioration et le bon marché des logements ouvriers » créée par le pouvoir en 1854, et du comité central de patronage des salles d’asile placé la même année sous la protection de l’impératrice. Avec Léon Cornudet, ami de jeunesse de Montalembert, il fonde également un « Cercle des jeunes ouvriers » dont le but était d’accueillir à Paris les jeunes en quête de travail et de les aider dans la recherche d’emplois et de logements. Enfin, en tant que membre du conseil de surveillance de l’assistance publique de Paris, il s’intéresse au projet d’établissement d’un hôpital de 100 lits à Berck-sur-mer « pour le traitement des enfants scrofuleux » ; le 8 juillet 1861 il assiste à son inauguration. Dans un ouvrage publié en 1862 il figure sur la liste donnée en annexe, parmi « les bienfaiteurs des pauvres au XIXe siècle ». Une œuvre en particulier semble lui avoir particulièrement tenu à cœur : il s’agit de la colonie agricole du Mesnil-Saint-Firmin (Oise) dont il est le président et où, entre six et dix ans, des orphelins se forment à des activités agricoles et horticoles modernes complétées par une instruction primaire de base.
En politique étrangère Amédée Thayer, au cours des débats du Sénat, se montre un représentant déterminé du parti ultramontain, et défenseur des intérêts temporels de la Papauté menacés par la politique italienne ambiguë de Napoléon III.  
Homme d’une grande piété, il accomplit avec sa femme des pèlerinages à Lalouvesc, à Paray-le-Monial, à Lourdes, à La Salette. Sur la propriété dont Hortense Thayer a reçu donation de son oncle, à Touvent, aux portes de Châteauroux (Indre), le couple fait édifier, entre 1854 et 1857, une chapelle néo-romane placée sous le vocable de Notre-Dame-des-Victoires : sa construction bénéficie du concours de grands artistes (l’architecte Pierre-Aymar Verdier, le peintre Alexandre Denuelle, le maître verrier Eugène Oudinot, l’orfèvre Placide Poussielgue-Rusand, le sculpteur Jules Blanchard, le joaillier Mellerio).  
Au retour d’un grand voyage de plusieurs semaines en Italie, en 1866, où les Thayer rencontrent le pape Pie IX, Amédée Thayer connait un premier accident vasculaire cérébral, puis une nouvelle série d’attaques l’année suivante. Il meurt le 6 juillet 1868 à onze heures du soir. Il est enterré avec sa femme et ses trois enfants dans la chapelle de Touvent. Son épitaphe en latin peut se traduire ainsi : "Ici repose, dans l’attente du bonheur espéré, Amédée Gourcy Williams Thayer, Sénateur de l’Empire français. Né à Orléans le 13 août 1799, brûlant de zèle pour la foi catholique, généreux dans son amour envers les pauvres, homme vraiment juste, il fit élever ce sanctuaire à la Vierge Mère de Dieu ; il mourut pieusement à Paris le 6 juillet 1868".  

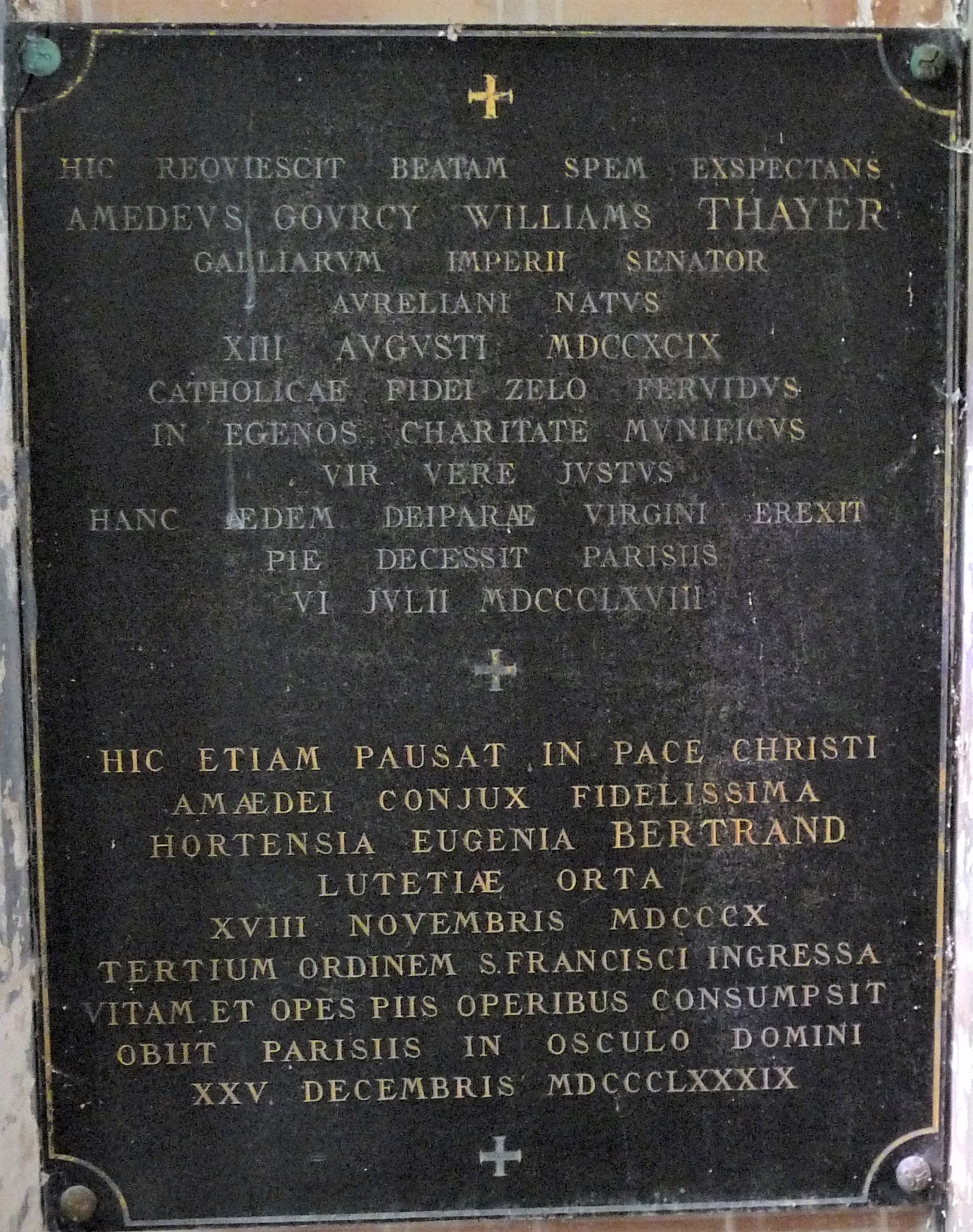
Chapelle de Touvent (Indre) : épitaphes d'Amédée et d'Hortense Thayer

## Vie familiale
Amédée a un frère cadet, Edouard-James Thayer (1802-1859), également sénateur du Second Empire.  
De son union avec Hortense Eugénie Bertrand Amédée Thayer eut trois enfants, tous trois morts en bas âge ;
- Napoléon, né le 29 décembre 1832, décédé à Paris le 21 février 1842, sans doute de la tuberculose ;
- Henri, né le 26 mars 1839, décédé aux Eaux-Bonnes le 17 juin 1840, d'une fièvre contractée en Italie ;
- François décédé à la naissance à Paris le 10 avril 1849.

## Iconographie
Le musée de Châteauroux possède deux toiles de Joseph-Désiré Court provenant du château de Touvent, le premier : Portrait de M. Amédée Thayer, en costume d'atelier, non daté précisément, le second : Portrait de M. Amédée Thayer daté de 1846.
Il existe, outre celle illustrant cet article une autre photo réalisée par Disdéri en 1864 (dans les collections du musée d'Orsay, PHO 1995 24 16 ), et une photo réalisée par Livitsky (aux archives départementales de l'Indre, fonds Thibaut).    